# Емельянова, Наталья Александровна
Наталья Александровна Емельянова (2 марта 1974) — советская и российская футболистка, нападающая. Мастер спорта России (1993). Выступала за сборную России.

## Биография
Воспитанница воронежского футбола. Входила в первый состав воронежской «Энергии», участница первого официального матча клуба — весной 1990 года в рамках первой лиги СССР против симферопольского «Континенталя» (2:3). В 1991 году со своим клубом стала победительницей первой лиги СССР, а с 1992 года участвовала в высшей лиге России. Обладательница (1993) и финалистка (1994) Кубка России. После перерыва в несколько лет, вернулась в «Энергию» в 2000 году и выступала до 2004 года. В этот период становилась чемпионкой (2002, 2003), серебряным (2000, 2001) и бронзовым (2004) призёром чемпионата России, обладательница (2000, 2001) и финалистка (2003) Кубка России. Всего в составе воронежского клуба сыграла 171 матч и забила 27 голов (по другим данным — 206 матчей и 33 гола). Включена в символическую сборную «Энергии» за 20 лет.
Также выступала за другие клубы России, в том числе в высшей лиге за «Кубаночку» и «Рязань-ВДВ», в первом дивизионе за ШВСМ (Воронеж).
С начала 1990-х годов играла за сборную России.
После окончания карьеры живёт в Воронеже.